# Mintiu, Bistrița-Năsăud
Mintiu (în dialectul săsesc Blesch-Boaidref, în germană Rumänisch-Baierdorf, în maghiară Oláhnémeti, Szásznémeti) este un sat în comuna Nimigea din județul Bistrița-Năsăud, Transilvania, România.

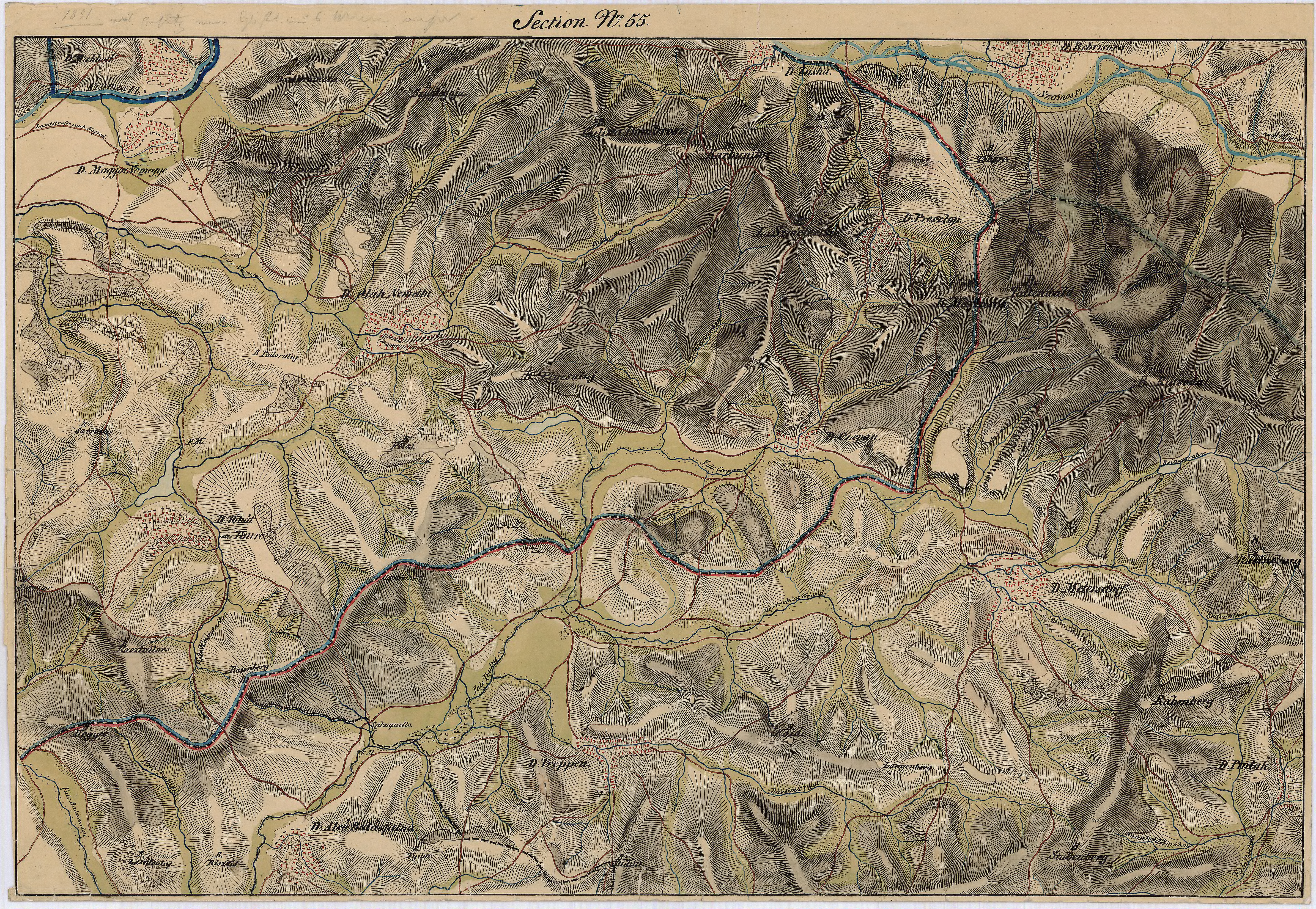
Mintiu pe Harta Iosefină a Transilvaniei, 1769-1773

## Demografie
La recensământul din 2022 populația satului se ridica la 432 de locuitori, toți locuitorii declarându-se români.

## Lăcașuri de cult
- Vechea mănăstire a fost arsă în urma ordinului generalului Adolf von Buccow în anul 1761. O amintește și episcopul Atanasie Rednic în conscripția sa din 1765[1].
- Biserica „Sfinții Arhangheli Mihail și Gavriil”

## Personalități
- Iulian Marțian (1867-1937), istoric, membru de onoare al Academiei Române.

## Diverse
În mod tradițional, localnicii folosesc pentru uz casnic saramura concentrată extrasă dintr-o fântână de slatină.

## Imagini

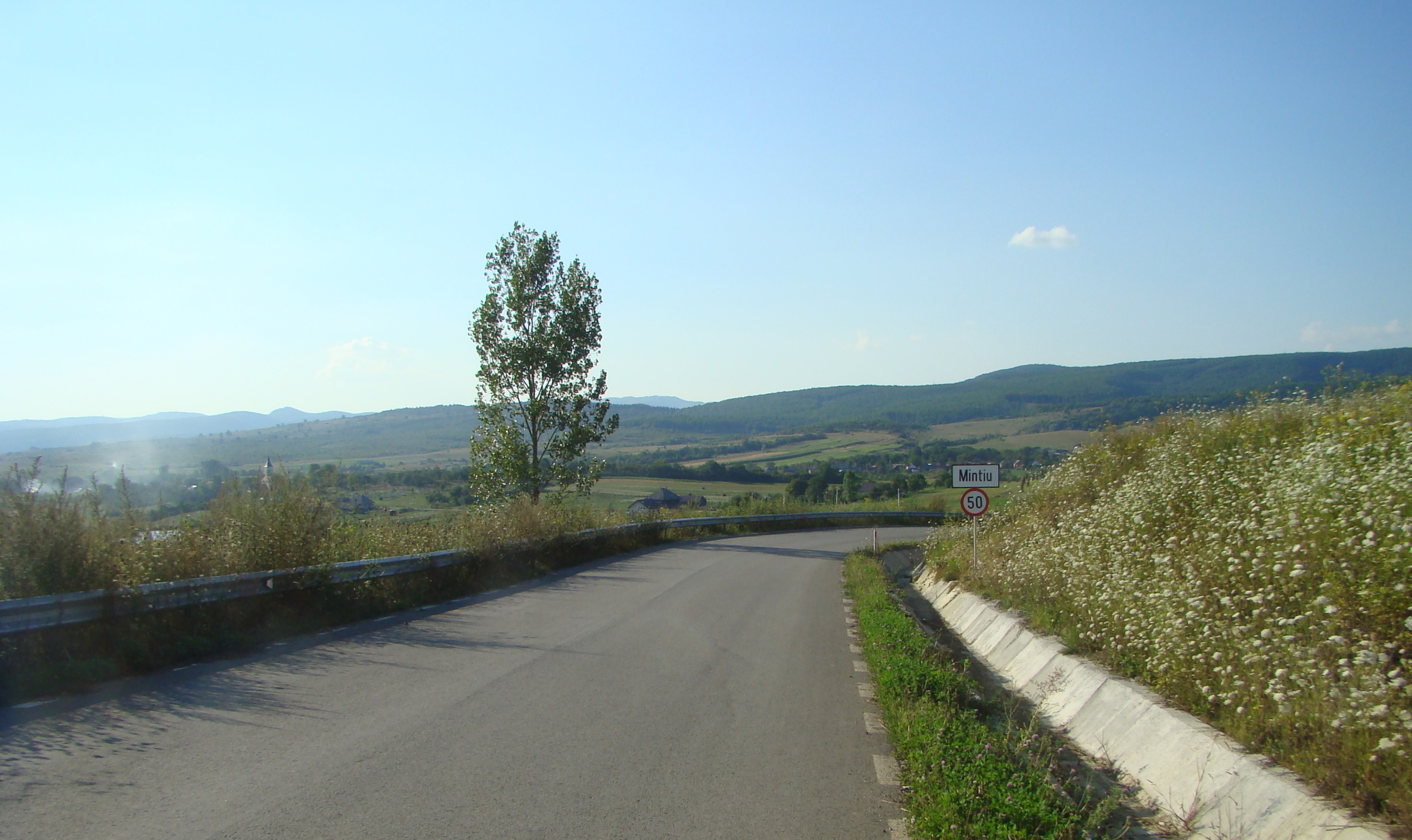
Intrarea în localitate
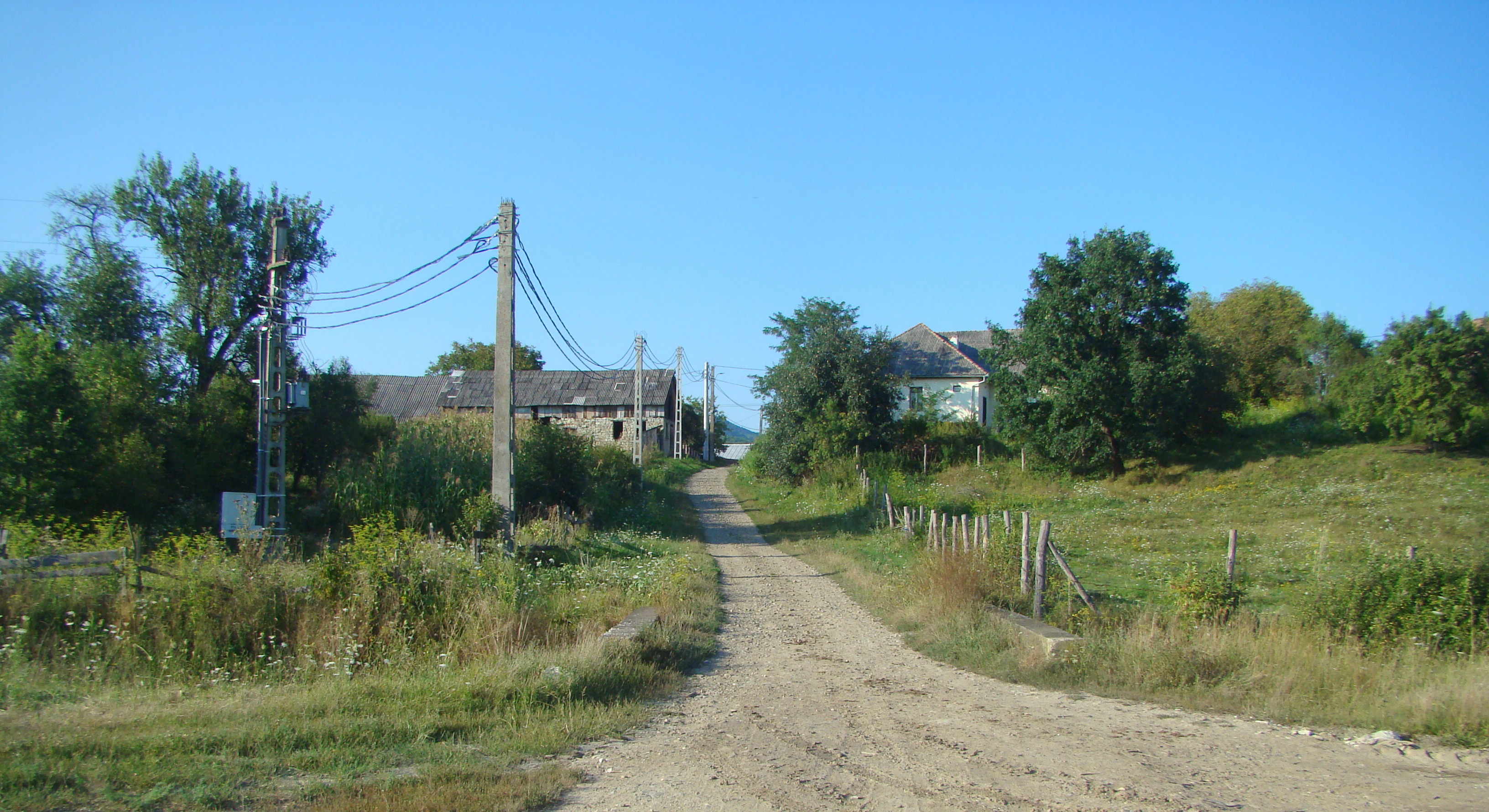
Drumul spre fântâna de slatină
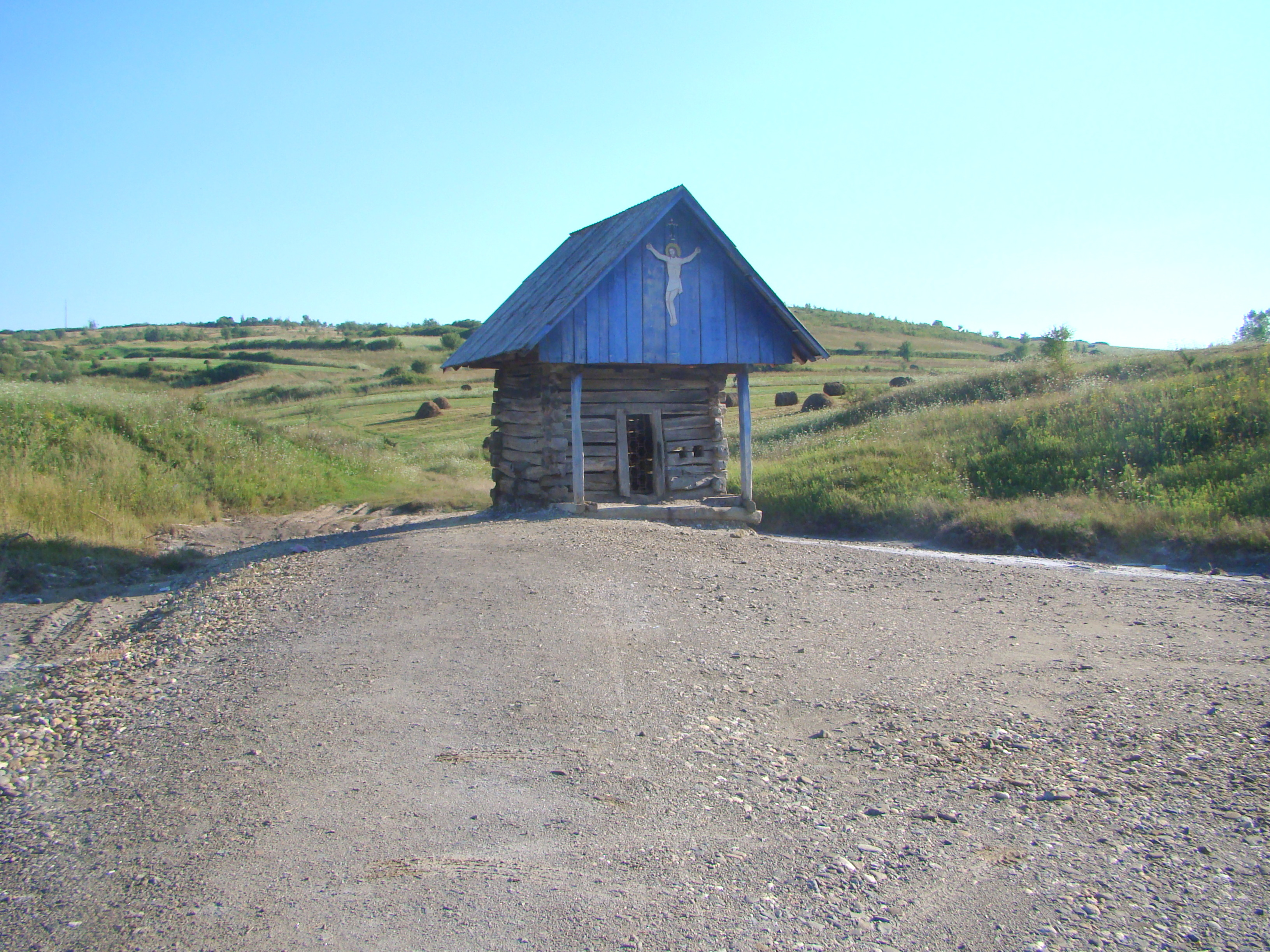
Fântâna de apă sărată cu casă (monument istoric)
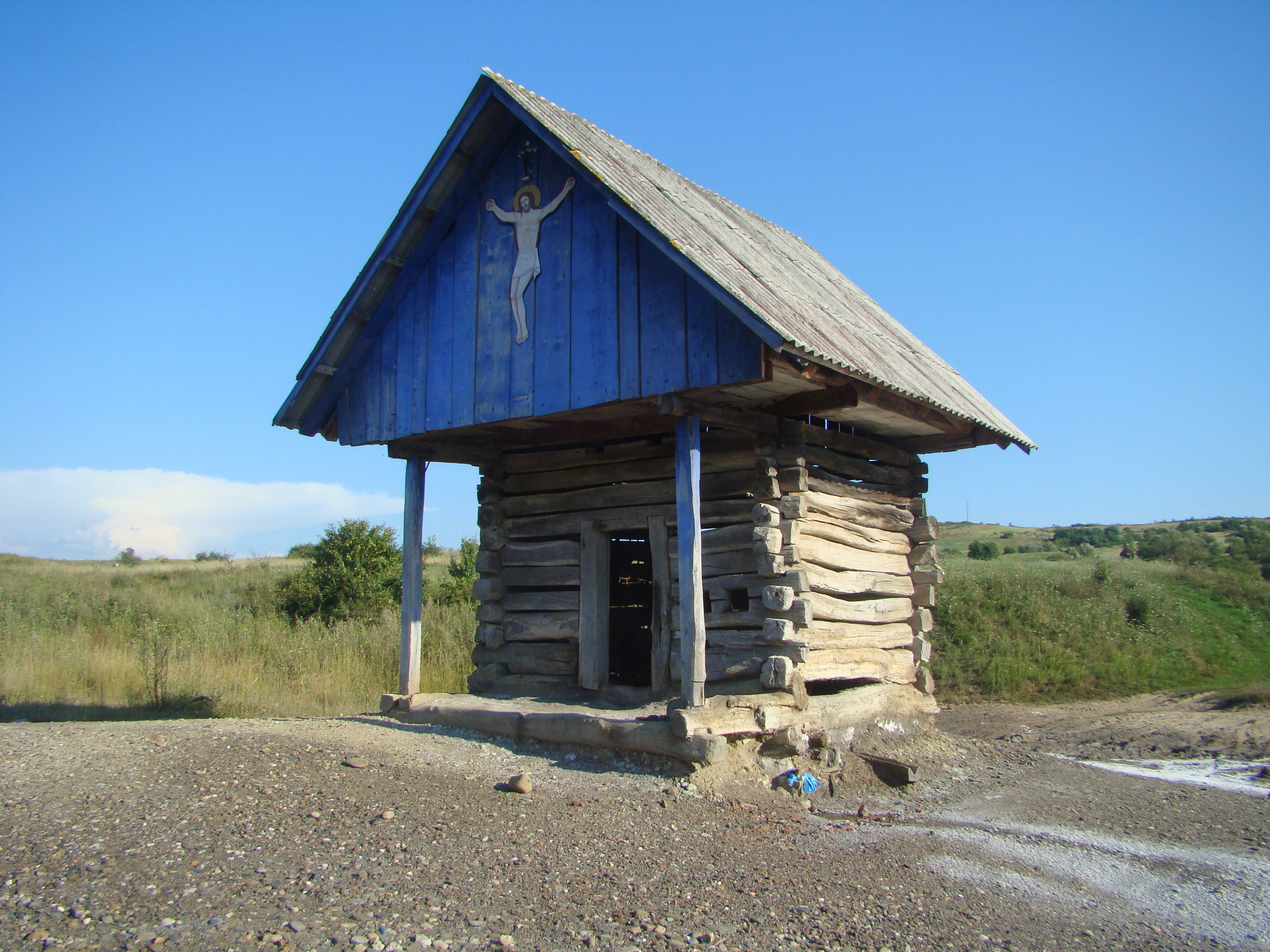
Fântâna de apă sărată cu casă (monument istoric)